# Victoria Åberg

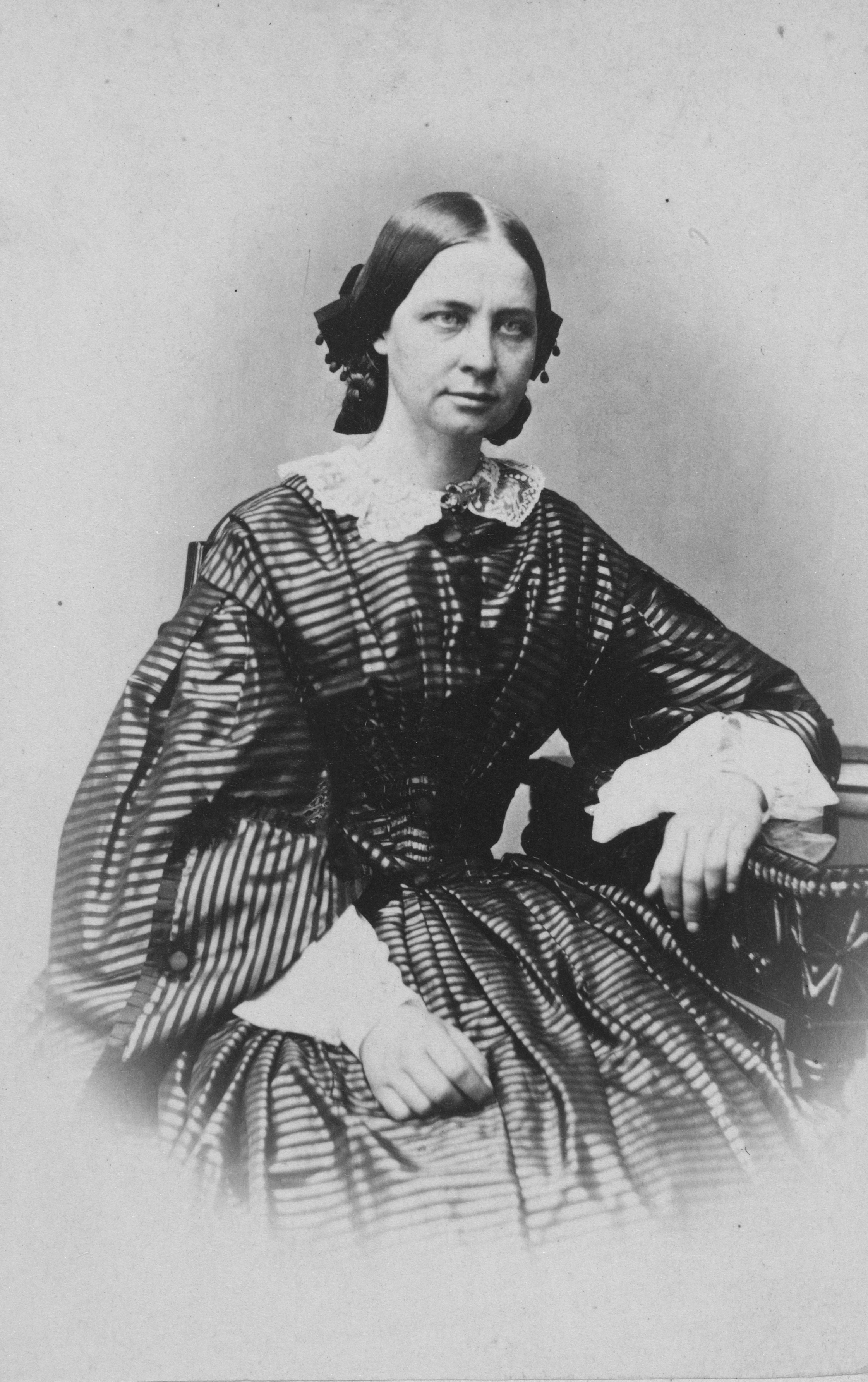
Victoria Åberg på 1860-talet.

Ulrika Victoria Åberg, född 23 februari 1824 i Lovisa, död 15 juli 1892 i Weimar, var en finländsk målare.
Åberg studerade 1848–1949 vid Finska konstföreningens ritskola, senare (1858–1962) i Düsseldorf och 1863 med statsstipendium i Dresden och Weimar. Hon var 1846–1968 lärare i teckning och handarbete vid Svenska fruntimmersskolan i Helsingfors och vistades därefter huvudsakligen i Tyskland och Italien.
Åberg målade bland annat landskap i düsseldorfstil, till exempel Olofsborg (1864, Ateneum). Senare fick hennes landskap, framför allt från Italien, en stark prägel av romantiskt stämningsmåleri, exempelvis Månskenslandskap (1872, Ateneum). Hon hörde till de konstnärer som fick kämpa en hård kamp mot könsfördomarna, men lyckades trots det vinna betydande framgångar även utanför hemlandets gränser. År 1862 tilldelades hon Dukatpriset.

### Uppslagsverk
- Åberg, Victoria i Uppslagsverket Finland (webbupplaga, 2012). CC-BY-SA 4.0